# Ильгери-Бий-Болуш
Ильгери́-Бий-Болу́ш (укр. Ільґері-Бій-Болуш, крымскотат. İlgeri Biy Boluş, Ильгери Бий Болуш) — исчезнувшее село в Красноперекопском районе Республики Крым, располагавшееся на юго-востоке района, в степной части Крыма, на левом берегу реки Чатырлык. Сейчас, примерно южная окраина (животноводческий комплекс) современного села Орловское.

## История
Первое документальное упоминание села встречается в Камеральном Описании Крыма… 1784 года, судя по которому, в последний период Крымского ханства Кучук-бей Булуш входил в Четырлык кадылык Перекопского каймаканства.
После присоединения Крыма к России (8) 19 апреля 1783 года, (8) 19 февраля 1784 года, именным указом Екатерины II сенату, на территории бывшего Крымского Ханства была образована Таврическая область и деревня была приписана к Перекопскому уезду. После Павловских реформ, с 1796 по 1802 год, входила в Перекопский уезд Новороссийской губернии. По новому административному делению, после создания 8 (20) октября 1802 года Таврической губернии, Эльгери-Бийболуш был включён в состав Джанайской волости Перекопского уезда.
По Ведомости о всех селениях в Перекопском уезде состоящих с показанием в которой волости сколько числом дворов и душ… от 21 октября 1805 года в деревне Илгери-бий-булуш числилось 16 дворов, 126 крымских татар и 8 цыган. На военно-топографической карте генерал-майора Мухина 1817 года деревня Биюк байболуш обозначена с 14 дворами. После реформы волостного деления 1829 года Ильгери Байболуша, согласно «Ведомости о казённых волостях Таврической губернии 1829 года», остался в составе Джанайской волости. На карте 1836 года в деревне 16 дворов. Затем, видимо, вследствие эмиграции крымских татар в Турцию, деревня опустела и на карте 1842 года Ильгеры Бийболуш обозначен условным знаком «малая деревня», то есть, менее 5 дворов.
В 1860-х годах, после земской реформы Александра II, деревню приписали к Ишуньской волости. Согласно «Памятной книжке Таврической губернии за 1867 год», деревня Элгери бий булуш была покинута жителями в 1860—1864 годах, в результате эмиграции крымских татар, особенно массовой после Крымской войны 1853—1856 годов, в Турцию и оставалась в развалинах. Видимо, вскоре деревню заселили вновь и в «Списке населённых мест Таврической губернии по сведениям 1864 года», составленном по результатам VIII ревизии 1864 года, Эльгеры-Бийбулуш — владельческая деревня, с 3 дворами, 16 жителями и мечетью при балке Четырлыке. По обследованиям профессора А. Н. Козловского начала 1860-х годов, вода в колодцах деревни была пресная «в достаточном количестве», а их глубина колебалась от 2 до 4 саженей (4—8 м); также в селении имелись родники с пресной водой. На трёхверстовой карте Шуберта 1865—1876 года в деревне Ильгеры-Бийболуш обозначено 16 дворов.
После земской реформы 1890 года Эмери-Бийбулуш отнесли к Воинской волости. Согласно «…Памятной книжке Таврической губернии на 1892 год», в деревне Эмери-Бийбулуш, составлявшей Эмери-Бийбулушское сельское общество, было 4 жителя, домохозяйств не имеющих. В дальнейшем в доступных исторических документах не встречается.